# Kalidiatou Niakaté
Kalidiatou Niakaté (Aubervilliers, 1995. április 19. –) olimpiai, világ- és Európa-bajnok francia válogatott kézilabdázó, a dán Nykøbing Falster HK játékosa.

## Pályafutása
Niakaté Párizs egyik elővárosában, Aubervilliersben kezdett kézilabdázni. Tizenhat évesen, 2011-ben lett az első osztályú Issy Paris játékosa. 2017-től két szezont a Nantes LAH-nál töltött. 2019 februárjában bal térdét meg kellett műteni, emiatt a szezon hátralévő részében már nem lépett pályára. 2019 őszén igazolt a Bajnokok Ligája résztvevő Brest Bretagne HB csapatához. Ezzel a csapattal 2021-ben megnyerte a francia bajnokságot.
A junior válogatott tagjaként 2014-ben részt vett a világbajnokságon, ahol ötödik helyen végeztek. Azév októberében a felnőtt válogatottba is meghívták, és a Golden League felkészülési tornán be is mutatkozhatott a csapatban. Tagja volt a 2017-es világbajnokságon győztes csapatnak. A 2018-as Európa-bajnokságon is részt vett, de miután öt mérkőzésen csak három gólt szerzett, a szövetségi kapitány a középdöntő során Gnonsiane Niomblát hívta be helyére a csapatba. A 2020-as Európa-bajnokságon lényegesen jobb teljesítményt nyújtott, az elődöntőben négy gólt ért el és a mérkőzés legjobbjának választották. A 2021-re halasztott tokiói olimpián olimpiai bajnok lett.

## Sikerei
- Olimpiai bajnok: 2020
- Világbajnokság győztese: 2017
- Európa-bajnokság győztese: 2018
  - ezüstérmes: 2020
- Francia bajnokság győztese: 2021